# Personnalisation de masse
 (mars 2013).
Si vous disposez d'ouvrages ou d'articles de référence ou si vous connaissez des sites web de qualité traitant du thème abordé ici, merci de compléter l'article en donnant les références utiles à sa vérifiabilité et en les liant à la section « Notes et références ».

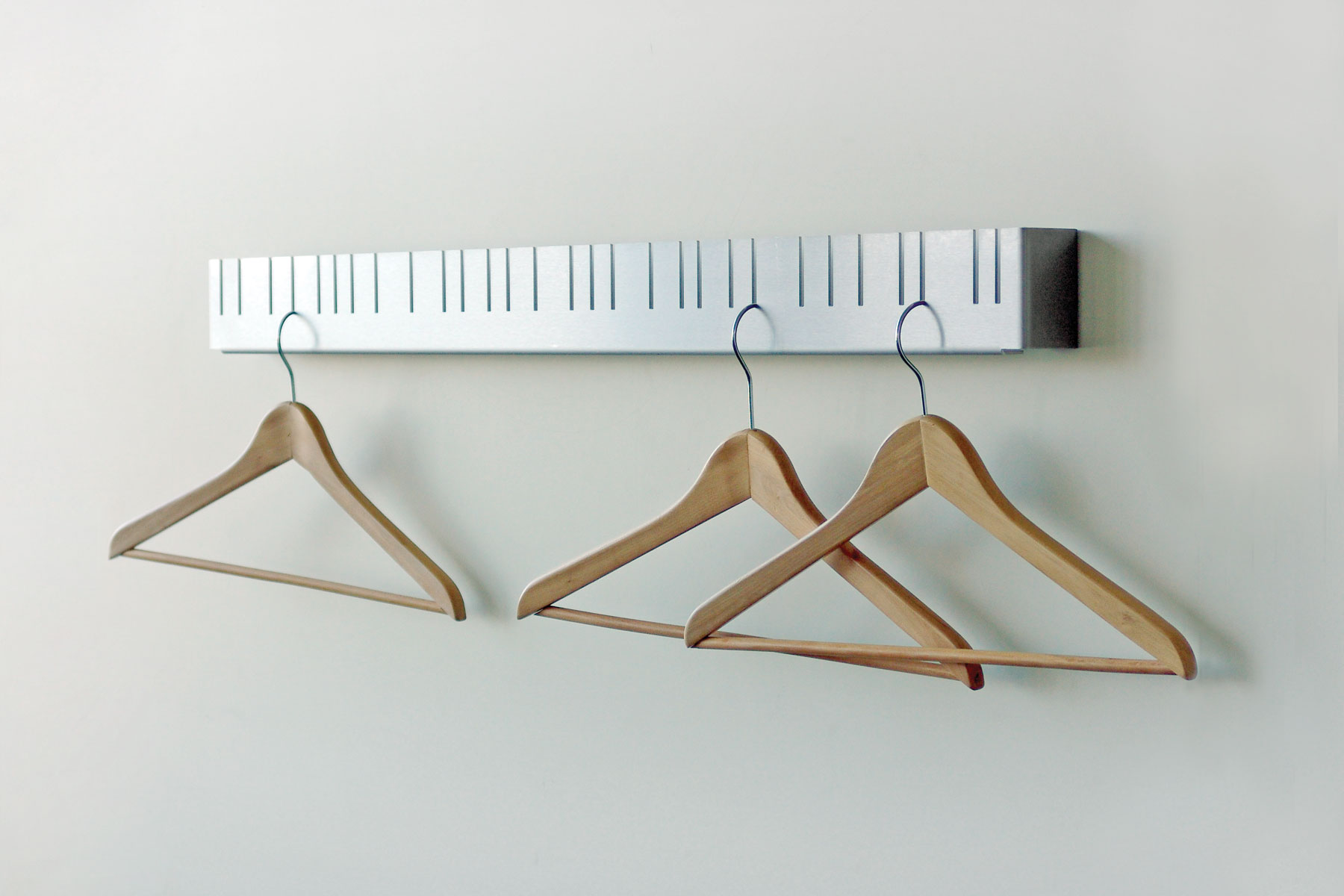
Un produit de consommation créé sur le principe de la réduction de masse

La personnalisation de masse (ou mass-customization) est un processus par lequel une marque donne le moyen à ses clients de pouvoir personnaliser un produit ou un service afin que celui-ci devienne le plus unique possible, dans la mesure de la latitude laissée disponible par la production en série.